# Comisión de Secretos Oficiales
La Comisión de Secretos Oficiales, oficialmente Comisión de Control de los Créditos Destinados a Gastos Reservados, es una comisión parlamentaria del Congreso de los Diputados de España a través de la cual el poder legislativo tiene acceso a la información sobre el gasto gubernamental clasificado, tiene acceso a los secretos oficiales, y controla la actividad del Centro Nacional de Inteligencia (CNI). Las discusiones en el seno de esta Comisión son secretas y el método para ser elegido miembro de la comisión requiere una amplia mayoría parlamentaria.
La CSO se creó en 1995 mediante la Ley 11/1995, de 11 de mayo, reguladora de la utilización y control de los créditos destinados a gastos reservados con el único objetivo de controlar gastos gubernamentales que en los Presupuestos Generales del Estado se clasifiquen como "fondos reservados", sin embargo, la Ley 11/2002, de 6 de mayo, reguladora del Centro Nacional de Inteligencia, amplió su ámbito de trabajo a toda la información clasificada de la que tuviese conocimiento los servicios de inteligencia españoles. No se constituyó hasta 2004. Tras el término de la XII legislatura, no se volvió a formar hasta mediados de la XIV legislatura, tres años sin este tipo de control parlamentario debido a la imposibilidad de alcanzar las mayorías suficientes para que todos los grupos parlamentarios participasen.

## Elección de sus miembros
De acuerdo con la Resolución de la Presidencia del Congreso de los Diputados, de 11 de mayo de 2004, sobre secretos oficiales, de la comisión solo pueden formar parte un diputado por cada grupo parlamentario del Congreso. Además, para la elección del diputado se requiere de una mayoría de tres quintos, es decir, 210 diputados a favor de la elección.

### Composición actual
La presidencia de la Comisión corresponde al Presidente del Congreso de los Diputados.
La actual composición en la XV legislatura es:
| Nombre            | Desde                   | Baja | Posición en la Comisión | Grupo Parlamentario |
| Francina Armengol | 19 de diciembre de 2023 |      | Presidenta              | Grupo Socialista    |
| Miguel Tellado    | 19 de diciembre de 2023 |      | Vocal                   | Grupo Popular       |
| Patxi López       | 19 de diciembre de 2023 |      | Vocal                   | Grupo Socialista    |
| Pepa Millán       | 19 de diciembre de 2023 |      | Vocal                   | Grupo VOX           |
| Enrique Santiago  | 26 de noviembre de 2024 |      | Vocal                   | Grupo Sumar         |
| Gabriel Rufián    | 19 de diciembre de 2023 |      | Vocal                   | Grupo Republicano   |
| Míriam Nogueras   | 19 de diciembre de 2023 |      | Vocal                   | Grupo JxCat         |
| Aitor Esteban     | 19 de diciembre de 2023 |      | Vocal                   | Grupo EAJ-PNV       |
| Mertxe Aizpurua   | 19 de diciembre de 2023 |      | Vocal                   | Grupo EH Bildu      |
| Néstor Rego       | 19 de diciembre de 2023 |      | Vocal                   | Grupo Mixto         |
|                   |                         |      |                         |                     |